# اختی
اختی (به انگلیسی: Akheti) یک منطقهٔ مسکونی در هند است که در کارناتاکا واقع شده‌است.